# Grand Prix Belgii 1935
Grand Prix Belgii 1935 (oryg. VI Grand Prix de Belgique) – jeden z wyścigów Grand Prix rozegranych w 1935 roku oraz pierwsza eliminacja Mistrzostw Europy AIACR.

## Lista startowa
Na niebieskim tle kierowcy, którzy nie wzięli udziału w kwalifikacjach, lecz współdzielili samochód w czasie wyścigu
| Nr | Kierowca                | Zespół                 | Samochód             | Silnik                |   |
| -- | ----------------------- | ---------------------- | -------------------- | --------------------- | - |
| 2  | Rudolf Caracciola       | Daimler-Benz AG        | Mercedes-Benz W25    | Mercedes-Benz 4.0 S-8 | ? |
| 4  | Manfred von Brauchitsch | Daimler-Benz AG        | Mercedes-Benz W25    | Mercedes-Benz 4.0 S-8 | ? |
| 6  | Luigi Fagioli           | Daimler-Benz AG        | Mercedes-Benz W25    | Mercedes-Benz 4.0 S-8 | ? |
| 6  | Manfred von Brauchitsch | Daimler-Benz AG        | Mercedes-Benz W25    | Mercedes-Benz 4.0 S-8 | ? |
| 8  | Robert Benoist          | Automobiles E. Bugatti | Bugatti T59          | Bugatti 3.3 S-8       | ? |
| 10 | Jean-Pierre Wimille     | Automobiles E. Bugatti | Bugatti T59          | Bugatti 3.3 S-8       | ? |
| 12 | Piero Taruffi           | Automobiles E. Bugatti | Bugatti T59          | Bugatti 3.3 S-8       | ? |
| 14 | Louis Chiron            | Scuderia Ferrari       | Alfa Romeo Tipo B/P3 | Alfa Romeo 3.5 S-8    | ? |
| 16 | René Dreyfus            | Scuderia Ferrari       | Alfa Romeo Tipo B/P3 | Alfa Romeo 3.5 S-8    | ? |
| 16 | Attilio Marinoni        | Scuderia Ferrari       | Alfa Romeo Tipo B/P3 | Alfa Romeo 3.5 S-8    | ? |
| 18 | Raymond Sommer          | prywatny               | Alfa Romeo Tipo B/P3 | Alfa Romeo 3.2 S-8    | ? |
| 20 | Marcel Lehoux           | Scuderia Villapadierna | Maserati 8CM         | Maserati 3.0 S-8      | ? |
| Nr | Kierowca                | Zespół                 | Samochód             | Silnik                |   |

## Wyniki

### Wyścig

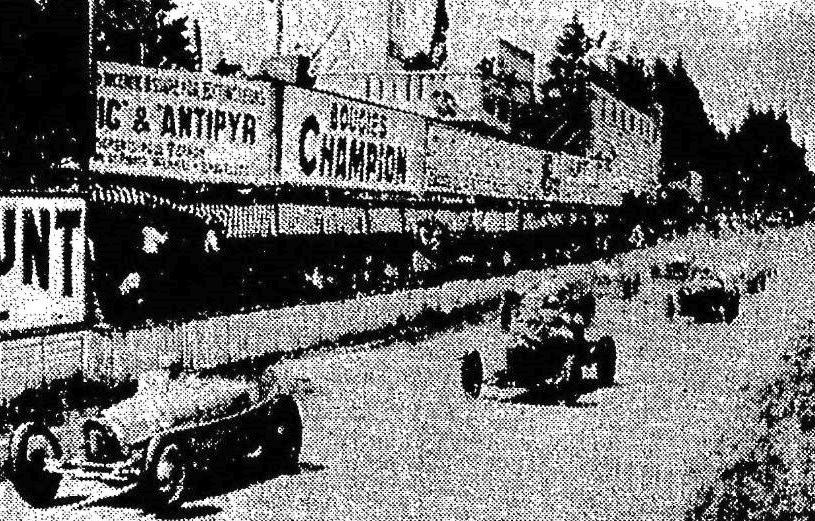
Start wyścigu

Źródło: kolumbus.fi
| P                 | + / –     | Nr | Kierowca                              | Konstruktor   | Okr. | Czas / Strata      | Komentarz              |
| ----------------- | --------- | -- | ------------------------------------- | ------------- | ---- | ------------------ | ---------------------- |
| 1                 | 4         | 2  | Rudolf Caracciola                     | Mercedes-Benz | 34   | 3h12:31            |                        |
| 2                 | 8         | 6  | Luigi Fagioli Manfred von Brauchitsch | Mercedes-Benz | 34   | +1:37              | Samochód współdzielony |
| 3                 | Bez zmian | 14 | Louis Chiron                          | Alfa Romeo    | 34   | +2:16              |                        |
| 4                 | 2         | 16 | René Dreyfus Attilio Marinoni         | Alfa Romeo    | 34   | +5:23              | Samochód współdzielony |
| 5                 | 4         | 8  | Robert Benoist                        | Bugatti       | 31   | +3 okr             |                        |
| 6                 | 1         | 12 | Piero Taruffi                         | Bugatti       | 31   | +3 okr             |                        |
| 7                 | 6         | 20 | Marcel Lehoux                         | Maserati      | 31   | +3 okr             |                        |
| Niesklasyfikowani |           |    |                                       |               |      |                    |                        |
|                   |           | 4  | Manfred von Brauchitsch               | Mercedes-Benz | 15   | Silnik             |                        |
|                   |           | 18 | Raymond Sommer                        | Alfa Romeo    | 7    | Awaria mechaniczna |                        |
|                   |           | 10 | Jean-Pierre Wimille                   | Bugatti       | 7    | Silnik             |                        |
| P                 | + / –     | Nr | Kierowca                              | Konstruktor   | Okr. | Czas / Strata      | Komentarz              |

### Najszybsze okrążenie
Źródło: teamdan.com
| Nr | Kierowca                | Konstruktor   | Czas | Okr. |
| -- | ----------------------- | ------------- | ---- | ---- |
| 4  | Manfred von Brauchitsch | Mercedes-Benz | 5:23 |      |